# David Ospina
David Ospina Ramírez (n. 31 august 1988, Medellín, Columbia) este un fotbalist columbian care evoluează la clubul Atlético Nacional pe postul de portar.

## Palmares

### Club
Atletico Nacional
- Categoría Primera A Apertura: 2007[1]
- Categoría Primera A Finalización: 2007[1]